# Baraat, Töv
Baraat (tiếng Mông Cổ: Бараат) là một khu định cư bỏ hoang ở sum Bayan-Önjüül của tỉnh Töv tại Mông Cổ. Baraat từng là trung tâm của sum cũ Bayan-Baraat.
Nó nằm cách trung tâm sum Bayan-Önjüül khoảng 30 km về phía đông nam.